# Orsan
Orsan is een gemeente in het Franse departement Gard (regio Occitanie). De plaats maakt deel uit van het arrondissement Nîmes. Orsan telde op 1 januari 2022 1.197 inwoners.

## Geografie
De oppervlakte van Orsan bedroeg op 1 januari 2022 6,9 vierkante kilometer; de bevolkingsdichtheid was toen 173,5 inwoners per km².

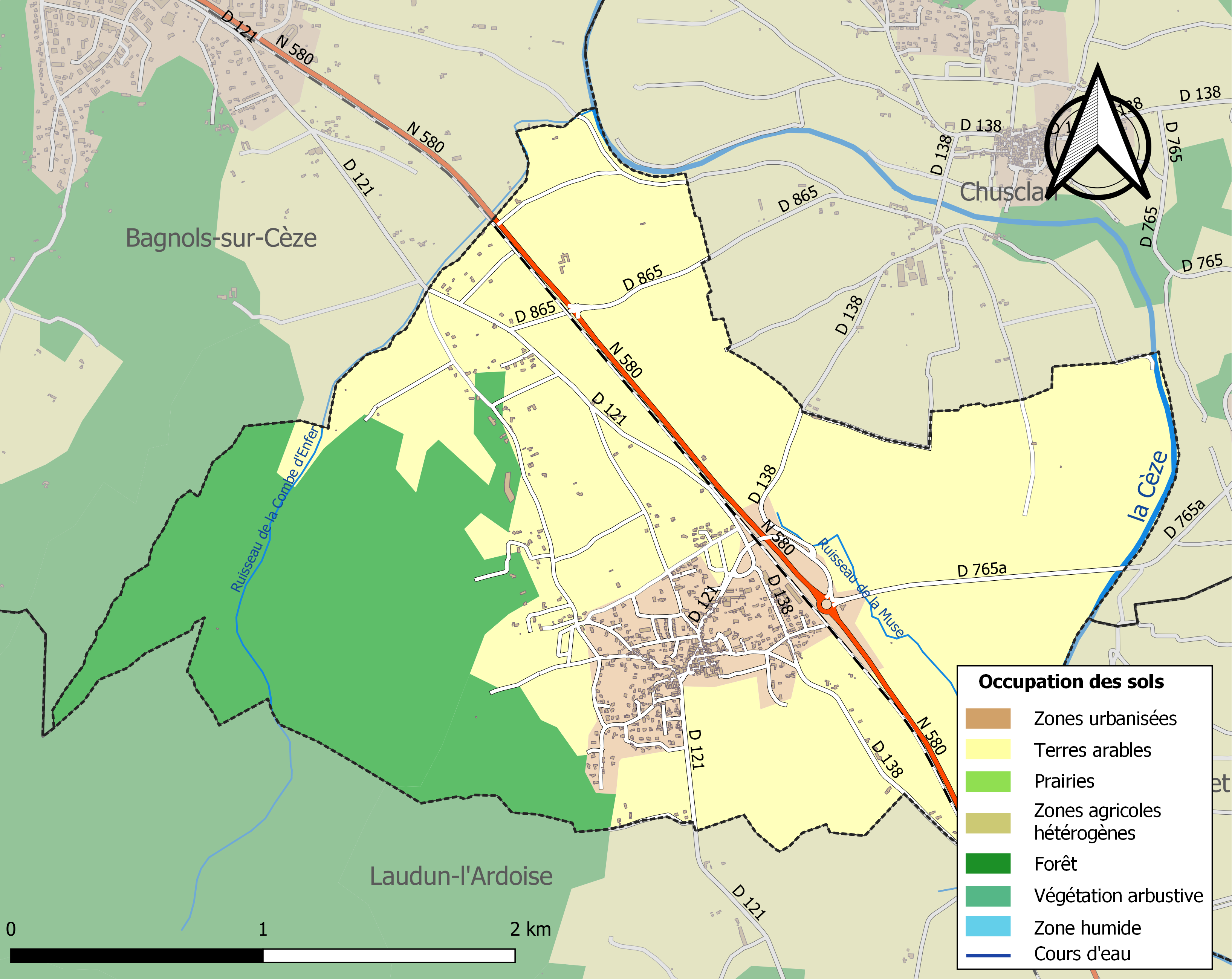
Kaart van de gemeente met belangrijkste infrastructuur, bodemgebruik en omliggende gemeenten

## Demografie
Onderstaande figuur toont het verloop van het inwonertal (bron: INSEE-tellingen).